# 北京东岳庙
39°55′25″N 116°26′16″E / 39.92361°N 116.43778°E
北京东岳庙，位于中国北京市朝阳区朝阳门外大街141号，是道教正一派在华北地区的第一大丛林，现同时为北京民俗博物馆。庙内保存了大量各具特色的道教建筑和历代碑刻，对研究中国古代道教以及玄教的历史渊源和发展具有重要的参考价值。

## 历史
元朝延祐年间，张道陵的三十八世孙张留孙被元成宗封为“玄教大宗师”后，见当时大都没有东岳大帝的行宫，因此在延祐六年（1319年）出资在齐化门（今朝阳门）外购置了土地准备兴建，但未及开工便在至治元年十二月（1322年）羽化。其弟子吴全节继任“玄教大宗师”后，继续推动建庙事宜，至治二年（1322年）春开工建设大殿及大门，至治三年（1323年）建东西庑以及四子殿，塑神像，朝廷敕赐额曰“仁圣宫”。泰定二年（1325年），鲁国大长公主捐资兴建后殿作为神寝。天历元年（1328年），元文宗即位，公主进京朝贺，适逢寝殿完工，元文宗赐名“昭德殿”。其後在元朝末年的战乱中受波及，因此遭受到严重破坏。
明朝开始，玄教并入了正一道，东岳仁圣宫称为“东岳庙”。明朝永乐十九年（1421年）迁都北京。正统十二年（1447年），明英宗修葺东岳庙，五月开工，八月完工。完工后，明英宗亲撰《御制东岳庙碑》，将前殿改名“岱岳殿”，供奉东岳大帝；后殿改名“育德殿”，作为东岳大帝与淑明坤德帝后的神寝。
明朝嘉靖三十九年（1560年），乾清宫太监偶因疾感，到东岳庙祈祷，很快痊愈。他见东岳庙的殿宇颓圮，便出资命御马监太监张暹、卢鼎等人整修，八月动工，十一月完工，把前殿、后殿、东西配殿廊庑各殿及神像、祭器整修一新，又在庙门外建影壁一座，同時在东廊开凿水井，续建庙前东西房十九间交给东岳庙道士收管，还立碑《崇整岳帝司神修蕞续基碑记》。
明朝隆庆三年（1569年），京都善士雷洪、余和、王盘、王敏，督工雷清等人率众捐资重修东岳大帝、七十六司等神像。一年后完工，立碑《东岳庙重新圣像碑记》。
明神宗之母慈圣皇太后笃信佛道，在京师广修佛寺道观，宫中尊称为“九莲菩萨”。1575年，慈圣皇太后捐出自己的膏沐钱，率神宗、神宗之弟潞王、公主及诸宫御中贵各捐资重修东岳庙，并且命宫内掌事大太监冯保择内臣廉干者监工，一年后完工，命张居正撰文《敕修东岳庙碑记》。1585年，慈圣皇太后诚献岱宗宝殿前大香炉，更换了七十六司前的全部香炉。明神宗还在泰山南麓为母亲慈圣皇太后建祠堂，永远奉祀东岳大帝。
万历二十年（1592年），明神宗梦见东岳大帝，认为是神赐，乃下令整饬东岳庙，在寝殿左右加建配殿，在殿后添建后罩楼，还添建了庙门前的东西两座过街牌楼，额曰“宏仁锡福”、“灵岳崇祠”，一年后完工。万历三十五年（1607年），内官监总理太监马谦、陈永寿、卢升这三人发愿添建庙门前琉璃牌坊，南北额曰“秩祀岱宗”、“永延帝祚”。
清朝顺治八年（1651年），重修炳灵公殿。康熙三十七年（1698），东岳庙因居民不慎而发生火灾，中路大部分建筑被毁，仅存东、西路建筑。次年，清圣祖用广善库金准备重修。康熙三十九年三月（1700年）开工，康熙四十一年六月（1702年）完工。乾隆二十六年（1761年）再度重修，工期一年。这两次重修，清圣祖、清高宗分别御题碑文，满文汉文对照，立碑并加盖碑亭。
清朝道光十六年（1836年），东岳庙第十七代道士马宜麟募集善众的资金修建东路的春秋殿，把东路和中路打通；还重修了西路的斗姥殿、火祖殿，新建仓神殿、海神殿；在马道口（今金台路附近）设义园（即公墓）；重修了芳嘉园的三义庙；在东岳庙内创办义学，收容贫寒子弟入学。
清朝光绪二十六年（1900年），京东义和团在东岳庙内的江东之殿前设坛习武。八国联军侵入北京后，其前站住在东岳庙的后罩楼及东、西路院落。前站包括德国、法国、日本三国军队，指挥是德国人萨震德。他们将东岳庙历代所存经卷、文玩、书画、祠堂内的画像等洗劫一空，把要掠走的东西列成表，逼东岳庙住持华明馨签字作为所谓“赠品”；同時萨震德要屠杀当地居民，幸被华明馨劝阻居民才免於一難。八国联军撤离后，朝阳门、东直门、东便门、关厢的绅商百姓为表示对华明馨的感激，联名送给他一块高二尺、长六尺、黑底金字、四周绘龙饰的阳文大木匾，匾上刻“大德曰生”四字。华明馨表示不敢接受，乃在“大德曰生”四字正上方添一“献”字，以表是献给神的。此匾后来挂在育德殿正面。
清朝北京东岳庙内有御座房，专供帝、后来东岳庙时休憩。帝、后到东陵祭祖时，东岳庙是出朝阳门后的第一个茶站。嫔妃进宫后同家人很难见面，但嫔纪随帝、后到东陵祭祖途经东岳庙时，便可约家人见面。当帝、后驾临东岳庙时，东岳庙正、副住持都要穿带“补子”（道袍上绣飞雀以示品级）的道袍、朝靴，手执“手香炉”跪在山门外两侧接送帝、后。皇帝自带宝座，走时带走。宫内太监常到东岳庙传差、办事。清末有几位太监如安德海、李莲英、张德福等人都常来东岳庙。民国十三年（1924年）逊帝溥仪离宫时，有几位太监出宫后不愿回家，便居住在东岳庙。
清朝宣统三年（1912年），曹锟的陆军第三镇驻军东岳庙，管带是刘文明。该年农历正月十二日，朝阳门外兵变，抢劫了广隆当铺，劫后引发火灾，火势向东蔓延，即将波及东岳庙。当时东岳庙的钟楼、鼓楼里存放着军队的炮弹。管带刘文明找到东岳庙住持华明馨商议，叫道士们躲到安全地带。华明馨表示一般道士可以出去躲避，东岳庙主要负责人不能走，应和庙同归于尽。但火烧到东岳庙西邻的香蜡铺便熄灭，大家认为这是庙里的东岳大帝显圣。
民国二十八年（1939年），曹锟的一个姓刘的老婆住在天津英租界，她曾到北京东岳庙进香许愿，想重新油饰彩画东岳庙。她出资由东岳庙道众经修，前后两次花了约三万元现洋。另外，东岳庙独有的六根旗杆年久失修，施主松佑亭出资为旗杆披麻挂灰；后来梅兰芳又出资将这六根旗杆自上至下全部包上铁皮，以防朽烂。
中华民国初年，军阀混战，东岳庙多次遭庙内驻军骚扰。后来东岳庙香火日衰，只好依靠出租房屋度日。中华人民共和国成立前夕，东岳庙已十分破败。1947年，一批山西学生来北平请愿，住在东岳庙里，他们以破除迷信的名义将不少神像推倒砸碎，想从塑像的“肚子”里找出金银宝贝。
中华人民共和国成立初期，东岳庙先是因附近火药厂爆炸而被震碎不少塑像，后整座庙宇被机关、学校占用，就此停止宗教活动。
1958年到1962年，北京市第一次文物普查，北京市文物研究所登记了东岳庙的古建筑、碑刻、文物，建立档案，并制作了碑石拓片保存在今中国国家图书馆和首都图书馆。1957年10月，北京市人民委员会公布北京东岳庙为第一批北京市文物保护单位。1980年代以来，全国政协、北京市人大、北京市政协、朝阳区人大、朝阳区政协多次呼吁解决东岳庙保护和开放问题。1986年，中共北京市朝阳区委、北京市朝阳区人民政府成立“东岳庙腾退修复领导小组”。后来，国家文物局、北京市人民政府在听取朱家溍、罗哲文、谢辰生、钟敬文等学者意见后，决定将东岳庙辟为“北京民俗博物馆”。1995年，东岳庙中路所驻单位腾退迁出东岳庙，并于1995年12月正式将东岳庙的管理权和使用权移交给北京市文物局，北京市文物局又移交给朝阳区文化文物局，由朝阳区文化文物局组建北京民俗博物馆。1996年，北京东岳庙被中华人民共和国国务院公布为第四批全国重点文物保护单位。
北京市朝阳区人民政府和国家文物局拨出专款，修缮东岳庙古建筑并建设北京民俗博物馆。1996年，开始修缮东岳庙中路古建筑。1997年6月，北京东岳庙管理处暨北京民俗博物馆正式成立。1998年春节，适度内部开放。1999年春节，正式对外开放。1999年11月15日，联合国秘书长科菲·安南夫妇参观了北京东岳庙。2008年1月14日，东岳庙中路神像区被交给道教界。2008年5月3日（农历三月二十八）为东岳大帝诞辰，北京东岳庙举行恢复道教活动场所及颁发宗教活动场所登记证仪式。自此，北京东岳庙内开始了两套管理班子共存的情况，一套是北京东岳庙管理处暨北京民俗博物馆，隶属北京市朝阳区文化委员会，另一套是东岳庙庙务民主管理委员会，属于道教界。
2000年，北京市人民政府启动“3.3亿文物抢险修缮计划”，对98项市级以上文物抢险修缮，东岳庙西路建筑群被列入该计划。2000年初，北京市朝阳区人民政府和该区一个房地产开发公司签订协议，由该公司拆迁东岳庙西路398户居民和十多个单位，北京市朝阳区人民政府将把东岳庙西路八个殿的位置以及东岳庙西路以北的一块空地让给该公司开发，东岳庙西路八个殿将拆迁到北侧重建，该协议获得北京市文物局同意。2001年，开展了东岳庙西路搬迁腾退和修缮工作，拆除违章建筑10000余平方米，动迁居民和商户400多家。2002年春，占据东岳庙西路的北京市公安局朝阳分局迁出，人员腾退工作基本完成，该公司为此支付1.5亿元人民币左右费用。2003年，该公司依照协议拆除东岳庙西路八个殿。此举随即遭到当地居民举报和上访，经媒体曝光后引发舆论哗然，北京市文物局及北京市朝阳区人民政府遭到舆论一致批评。2003年9月中旬，在附近居民及媒体强烈呼吁下，北京市文物局不得不明令该公司停止施工，但该公司仍继续施工。当时西路的鲁班殿、眼光娘娘宝殿、岳帅殿已被彻底拆除，原址挖成大坑，建设“御东花园”商品房小区。此后，2003年起，北京市文物局拨款开展东岳庙行业习俗古建修缮，从东岳庙西路腾退居民89户，拆除了私搭乱建的房屋。东岳庙西路计划修复29个殿，截至2005年已完成关帝殿、月老殿、火神殿、延寿宝殿等21座殿宇的主体工程，并且把在施工中发现的四通行会石碑复立在原位置。2008年春节庙会期间，东岳庙西路局部首次开放。2017年春节文化活动中，东岳庙西路在收复并修缮后首次对外开放，北京民俗博物馆以“传承匠心，共享遗产”为主题在西路设非物质文化遗产技艺展示及传统工艺体验区域。
2008年，开展了东岳庙东路收复腾退和修缮工作，并在2011年1月完成竣工验收。2013年1月，东岳书院在东岳庙东路揭牌。
2004年6月27日，中国民俗学会落户北京民俗博物馆。2006年1月22日，“中国民俗学会民俗博物馆专业委员会”在北京民俗博物馆挂牌。2008年2月25日，北京民俗博物馆被命名为“市级爱国主义教育基地”。2012年6月13日，北京民俗博物馆“我们的节日”主题活动获得“北京市爱国主义教育基地示范活动”称号。2012年11月24日，北京民俗博物馆被评为“北京市社会科学普及试验基地”。
2004年4月13日，北京民俗博物馆“老北京商业民俗保护”项目列入中华人民共和国文化部中国民俗民间文化保护工程第二批试点。2006年6月，东岳庙行业祖师信仰习俗被列入首批北京市级非物质文化遗产名录。2007年6月，北京东岳庙庙会被列入第二批北京市级非物质文化遗产名录；2008年6月又被列入第二批国家级非物质文化遗产名录。2009年10月，“幡鼓齐动十三档”被列入第三批北京市级非物质文化遗产名录。
2008年8月7日，美国前国务卿基辛格携家人参观北京东岳庙。2011年9月30日，国家文物局局长单霁翔来到北京东岳庙检查文物安全工作。
按照国家宗教事务局的统一部署，2015年5月16日北京东岳庙正式悬挂宗教活动场所标识牌并举行揭牌仪式。
2008年北京东岳庙部分归还道教界恢复为宗教活动场所后，道教界及其他各界人士一直呼吁将北京东岳庙整体归还道教界，将北京民俗博物馆迁走。2012年、2013年，全国人大代表、中国道教协会副会长张金涛在全国人大会议上先后提交《关于要求北京市落实党的宗教政策将东岳庙整体归还道教界的建议》、《再次希望北京市落实宗教政策将东岳庙全部归还道教管理使用的建议》。2013年起，全国政协委员、中国作家出版集团党委副书记艾克拜尔·米吉提连续3年提交了关于北京东岳庙道教活动场所落实宗教政策的提案。2015年3月，全国政协委员、中国道教协会副会长丁常云在全国政协十二届三次会议提案中呼吁将北京东岳庙整体归还道教界。此外，在北京市政协会议上，北京市第十一届政协委员李士杰连续多年提交《应该及时落实宗教政策交归东岳庙道教产的提案》；2014年，北京市政协委员、北京市基督教三自爱国运动委员会主席蔡葵提交《关于落实宗教政策将东岳庙全部归还道教管理使用的提案》；2015年，北京市政协委员、北京市文物研究所所长宋大川提交《关于建议“民俗博物馆”迁出东岳庙另择新址提案》。2017年3月，第十二届全国政协第五次会议上，全国政协委员、中国道教协会咨议委员会副主席丁常云又提出将北京东岳庙全部归还道教，重新恢复为道教活动场所的提案。

## 建筑

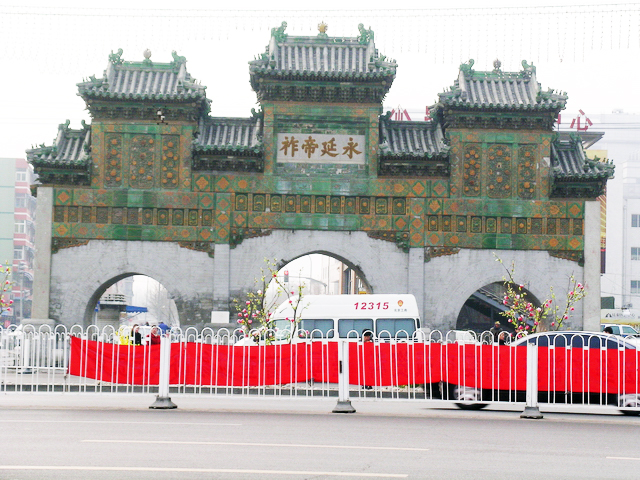
琉璃牌坊与棂星门间是朝阳门外大街，即山门的原址

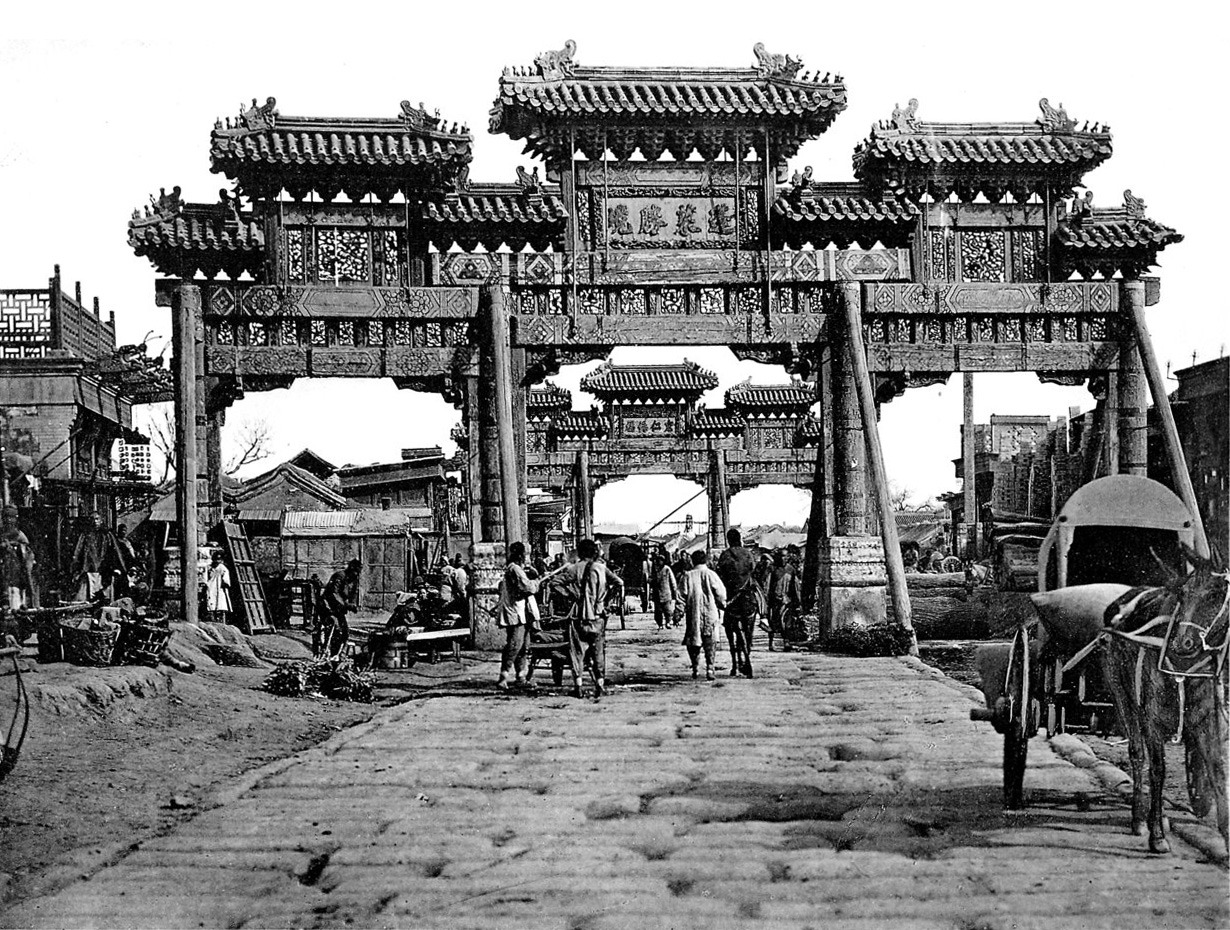
“蓬萊勝境”、“宏仁賜福”牌樓，1902年或之前拍攝

东岳庙分为中院、东院、西院三个部分。主要建筑集中在中院南北中轴线上。中院主要建筑有：
- 琉璃牌楼：位于朝阳门外大街南侧，隔街与东岳庙相望，是整个东岳庙最南端的建筑。始建年代待考，明朝万历三十五年（1607年）重修，为三间四柱七顶的黄彩琉璃牌楼，歇山顶，灰筒瓦綠琉璃瓦剪邊，綠琉璃脊獸，正脊两端有鸱吻和螭吻，正中饰火焰宝珠，每間各闢一券洞。在正间上方的南北两面各有一块石横楣，宽2.8米，高0.9米，南面刻“秩祀岱宗”，北面刻“永延帝祚”。1990年9月修缮此牌坊时，发现横楣落款题有“万历丁未孟秋吉日内官监总理太监马谦、陈永寿、卢升”字迹。琉璃牌楼以南是神路街[16][17]。
  - 木牌楼：两座，原分别位于琉璃牌楼和山门之间的东西两侧，横跨朝阳门外大街。東牌樓東面額書“泰虛洞天”，西面額書“宏仁賜福”；西牌樓東面額書“靈嶽崇祠”，西面額書“蓬萊勝境”。1950年，因东岳庙附近火藥廠爆炸，两座木牌樓被震毀，隨後被徹底拆除。
- 山门：原位于朝阳门外大街北侧，琉璃牌楼正北。山门面阔三间，每间开一券门，正间额书“敕建东岳庙”。山门东西两侧带八字雕花照壁。山门前正中原放置一香炉。山门前两侧有一对石狮、一对旗杆。1988年因朝阳门外大街拓寬改造，山門被拆除。
- 棂星门：原位于山门正北。现位于朝阳门外大街北侧，作为东岳庙的出入口。1999年东岳庙恢复开放后，棂星门中门上方悬挂蓝底金字“东岳庙”横匾，落款为康熙御笔。
  - 钟楼：位于棂星门外西侧，二层。立额上题“鲸音”。古时以鯨形的杵撞鐘，故稱鐘聲為“鯨音”。
  - 鼓楼：位于棂星门外东侧，二层。立额上题“鼍音”。鼍即扬子鳄，其叫声如同敲鼓，故稱鼓聲為“鼍音”。
- 瞻岱门：位于棂星门正北。面阔五间，庑殿顶，过厅式。门内正中三间为穿堂，两梢间南侧供龙虎二将（哼哈二将），北侧供岳府十太保（翊灵昭武使温元帅，顺灵昭化使李元帅，协灵昭济使铁元帅，镇灵昭赞使刘元帅，通灵昭佑使杨元帅，宣灵昭庆使张元帅，广灵昭惠使康元帅，安灵昭应使岳元帅，显灵昭利使孟元帅，永灵昭助使韦元帅）。内檐正面挂《东岳大帝宝训》。瞻岱门对联为：“阳世奸雄，为天害理皆由己；阴司报应，古往今来放过谁。”东旁门的对联是：“阳世阴非，在尔心还想欺饰；假善真恶，到此地难讨便宜。”西旁门的对联是：“倚势欺人，人或容神明不恕；瞒天昧己，己未觉造物先知。”东、西旁门内各挂一大算盘，是1990年代重制，算盘两侧有对联：“乘除分明，毫厘不爽”，相传大算盘的原物清朝时由葆亨等人所献，不久参劾他的御史邓程修死去，《光绪朝东华录》收录了这段官场恩怨。瞻岱门正北是一条御道，直通岱宗宝殿。
  - 东班房：位于瞻岱门前东侧，坐东朝西。
  - 西班房：位于瞻岱门前西侧，坐西朝东。
  - 江东殿：位于东班房以东，坐东朝西。
  - 显化殿：位于西班房以西，坐西朝东。显化殿北侧有一小门，通向西院。
  - 玄坛殿：位于东班房和江东殿之间院落的南侧，坐南朝北。
- 岱宗宝殿：是东岳庙的主殿，面阔五间，顶为为单檐庑殿顶，灰筒瓦绿剪边琉璃瓦屋面，前出三间卷棚歇山顶抱厦。殿身的梁、柱、檩、枋均绘有皇家才允许使用的金龙和玺彩画，正面檐下悬挂华带匾“岱岳殿”，系清康熙帝御笔，四周雕饰盘龙，包有金叶。大殿前建有月台，摆放铜香炉和石五供，台前东西有焚帛炉。殿内供奉有新塑的东岳大帝及其侍臣像。
  - 三茅君殿：位于岱宗宝殿东侧耳房，供奉三茅真君。与岱宗宝殿之间有一过道。
  - 吴宗师祠：供奉吴全节。
  - 泰山府君祠：供奉泰山府君。
  - 炳灵公殿：位于岱宗宝殿西侧耳房，供奉炳灵公。与岱宗宝殿之间有一过道。
  - 张宗师祠：供奉张留孙。
  - 蒿里丈人祠：供奉蒿里丈人。
  - 阜财殿：为岱宗宝殿的东配殿，位于七十六司东回廊的中央。阜财殿、广嗣殿檐下转角处的鸳鸯交手，仍保持着元代建筑特点[17]。
  - 广嗣殿：为岱宗宝殿的西配殿，位于七十六司西回廊的中央。
  - 御碑亭：两座，分别位于瞻岱门正北的御道的东西两侧，顶覆黄色琉璃瓦，亭内分别为康熙帝、乾隆帝御题石碑。自2000年代起，西碑亭前放有一匹玉马，东碑亭前放有一匹铜特（“特”是一种传说中的神兽，骡身，马头，牛蹄，驴尾），相传是文昌帝君的坐骑。
  - 七十六司：御道和御亭的东西两侧，各有一组回廊连接瞻岱门和岱宗宝殿。回廊分为一个个小间，代表东岳大帝掌管下的七十六司。每间门楣上都挂有所敬神司的横匾，两侧柱上挂有对联。现在的泥塑是1995年重建时由“泥人张”的传人重塑。
  - 寿槐
  - 碑林
- 育德殿：是东岳大帝和淑明坤德帝后的寝宫。岱宗宝殿到育德殿之间有穿堂相接，俗称“工字廊”，是宋元时期通行的建筑布局[17]。21世纪初开始，育德殿和岱宗宝殿之间的穿堂内上方，中部横梁上挂“诚求必应”横匾，北部横梁上挂“佑贤庇能”横匾，均为黑底金字。育德殿面阔五间，庑殿顶，前出抱厦，内饰龙凤天花，与岱宗宝殿相呼应。殿内原来悬挂清代道士娄近垣所书“玄妙赞化”匾，供奉东岳大帝和淑明坤德帝后的神像。现改为三官九府像陈列厅，陈列原朝阳门内大街大慈延福宫的明代金丝楠木彩绘塑像，其中正面供奉三官（天官、地官、水官）。育德殿外东西两侧有短墙，将育德殿和后罩楼隔成两个院落，东西短墙上各开一门。
  - 东太子殿：位于育德殿前东侧。现为北京民俗博物馆的展室。东太子殿南侧有过道通往东院。
  - 西太子殿：位于育德殿前西侧。现为北京民俗博物馆的展室。西太子殿南侧有过道通往西院。
  - 东浴室：位于育德殿前东侧，东太子殿北侧。现为北京民俗博物馆的展室。
  - 西浴室：位于育德殿前西侧，西太子殿北侧。现为北京民俗博物馆的展室。
- 后罩楼：北、东、西三面环抱，上下两层，共七十四间。现在下层是北京民俗博物馆的展室，上层不对外开放。在西边楼下有三间清朝是御座房，是供清朝皇帝来庙祭典或去东陵祭祖路过时休息使用的。
  - 状元松

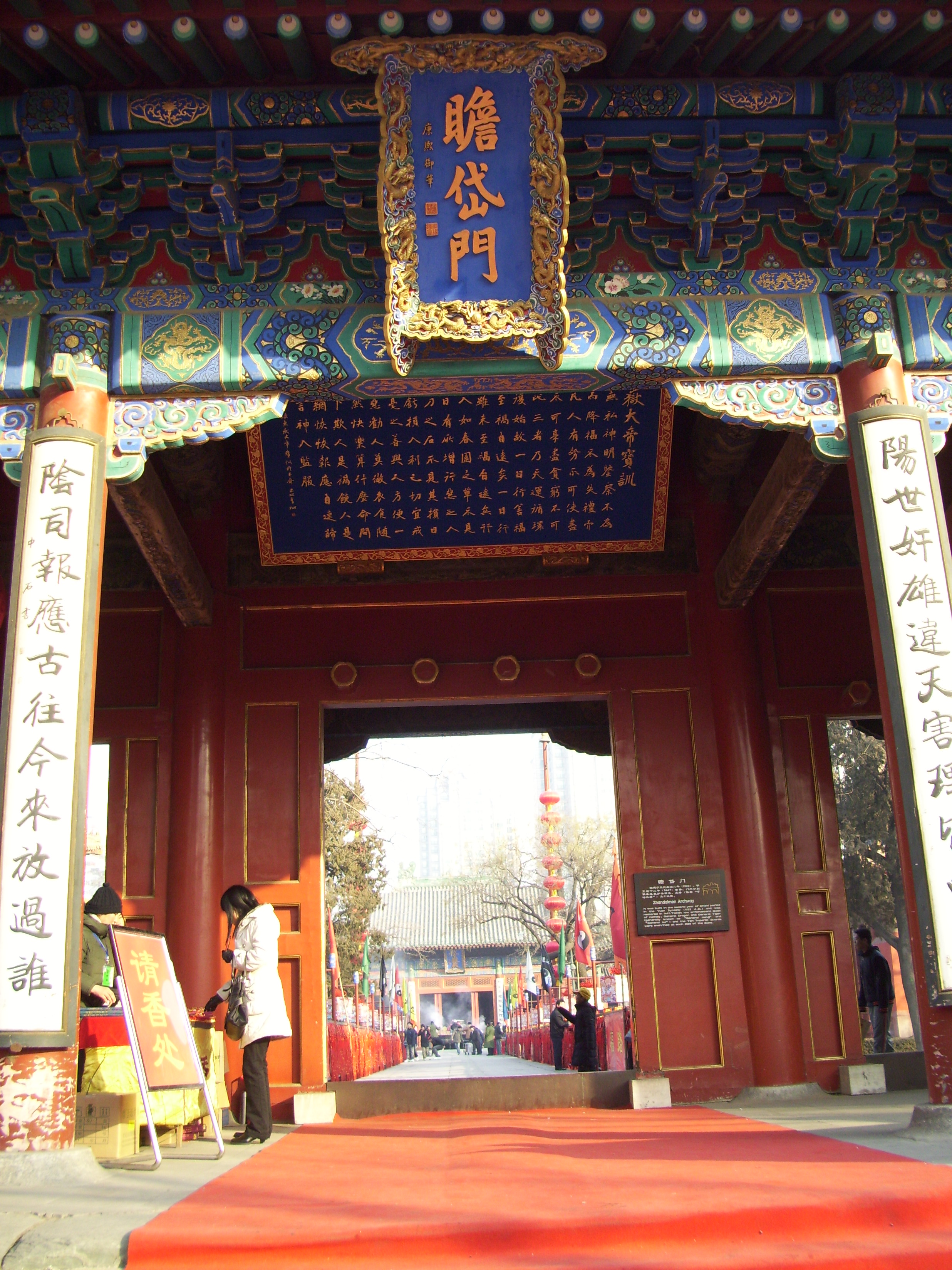
瞻岱门

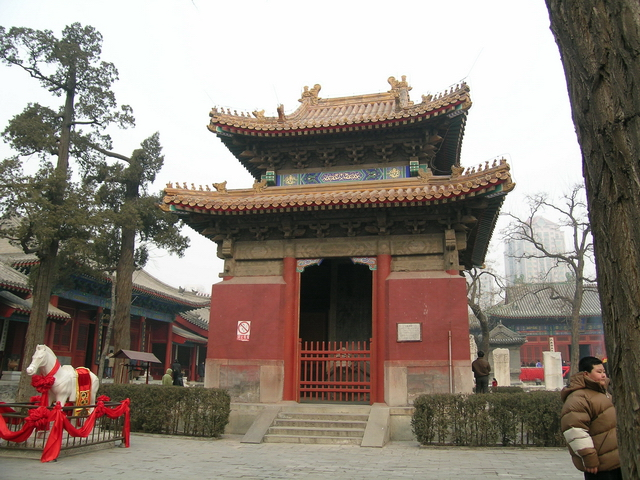
御碑亭

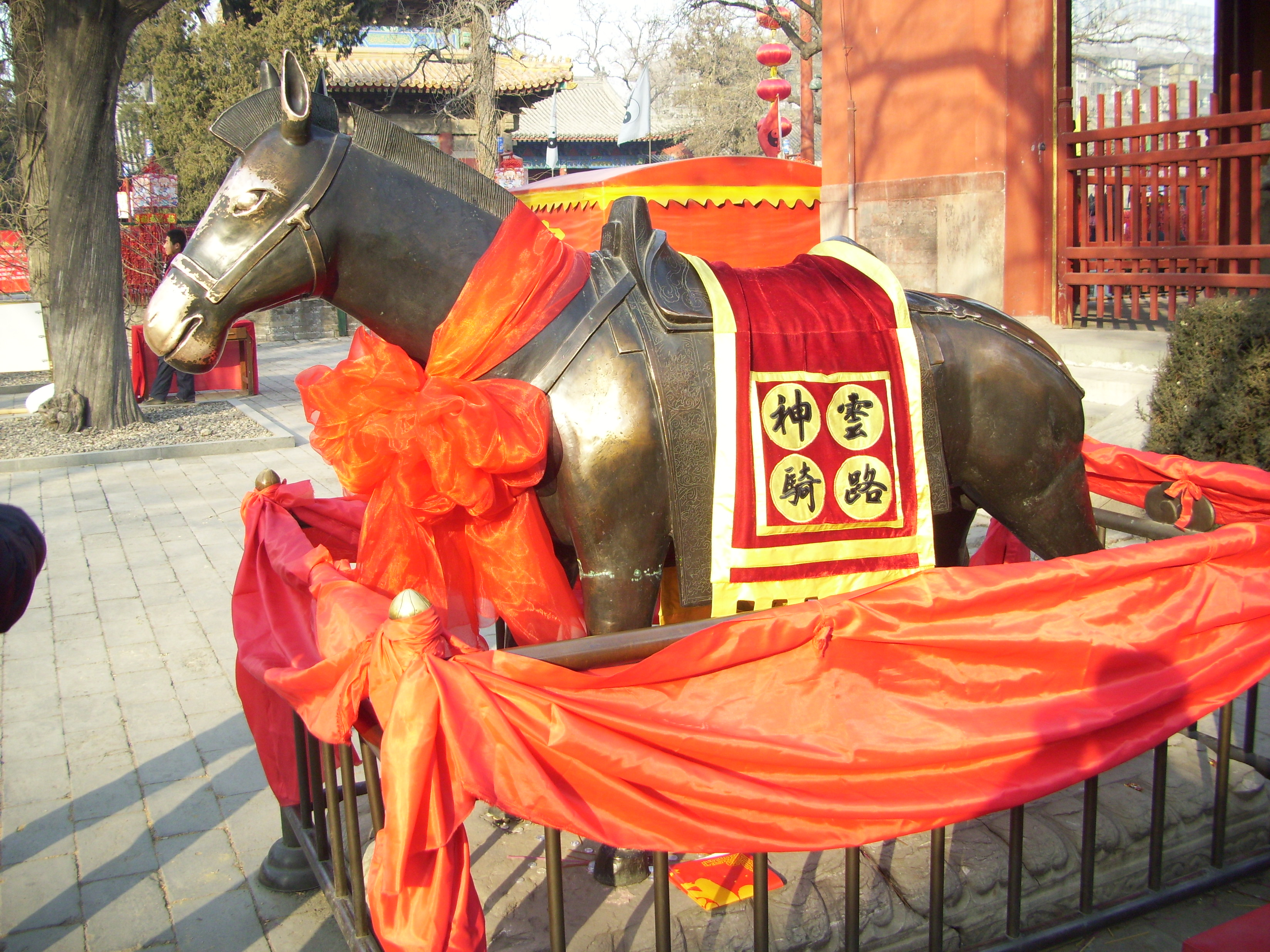
铜特

东岳庙的东院以居住为主，建筑较为分散，生活气息较浓。院内回廊环绕，栽满了奇花异果，并精心布置了亭台怪石，成为一座美丽的花园。据说光绪帝和慈禧太后便常常来此观赏休息。
西院由供奉各路神祇的小型院落组成，有东岳宝殿（祠堂）、玉皇殿、三皇殿、药王殿、显化殿、马王殿、妙峰山娘娘殿、鲁班殿、三官殿、瘟神殿、阎罗殿以及判官殿等。殿宇的规模都不大，多是由民间人士出资修建而成的。

## 历任领导
| 东岳庙住持 2008年恢复为宗教活动场所后，历任住持为： - 袁志鸿（2008年1月—） | 北京民俗博物馆馆长 1997年北京东岳庙管理处暨北京民俗博物馆（一个机构两块牌子）成立后，历任北京民俗博物馆馆长为： - 韩秀珍（？—2005年） - 高春利（2005年—？） - 孙爱军（？—？） - 曹彦生（？—） |

## 特色

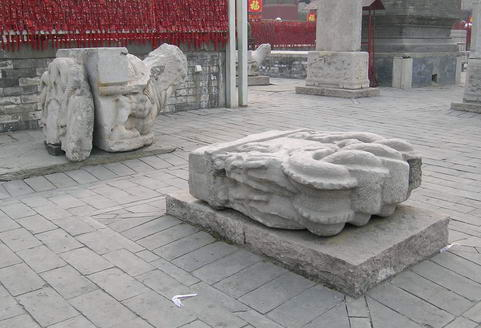
如今东岳庙的残碑比比皆是

北京东岳庙是道教正一道在中国华北地区的第一大丛林。庙内保存了大量各具特色的道教建筑，具有丰富的道教文化内涵，对研究中国古代道教及玄教的历史渊源和发展，以及北京的民俗文化，都提供了重要的实物资料。
东岳庙的兴起与正一道支派“玄教”在元代的鼎盛密不可分。由于玄教大宗师张留孙及其继任吴全节都极受元帝的尊崇，所以由他们建造和主持的东岳庙也当然获得了皇家的重视。到了明清两代，虽然东岳庙的地位有所降低，但由于它祭祀的是掌管人间一切贵贱、生死、祸福的东岳泰山神天齐仁圣大帝，所以在上层和民间依然具有极强的影响力，历史上虽然数次被毁，但每次都能获得皇室成员的捐助而得以重建。

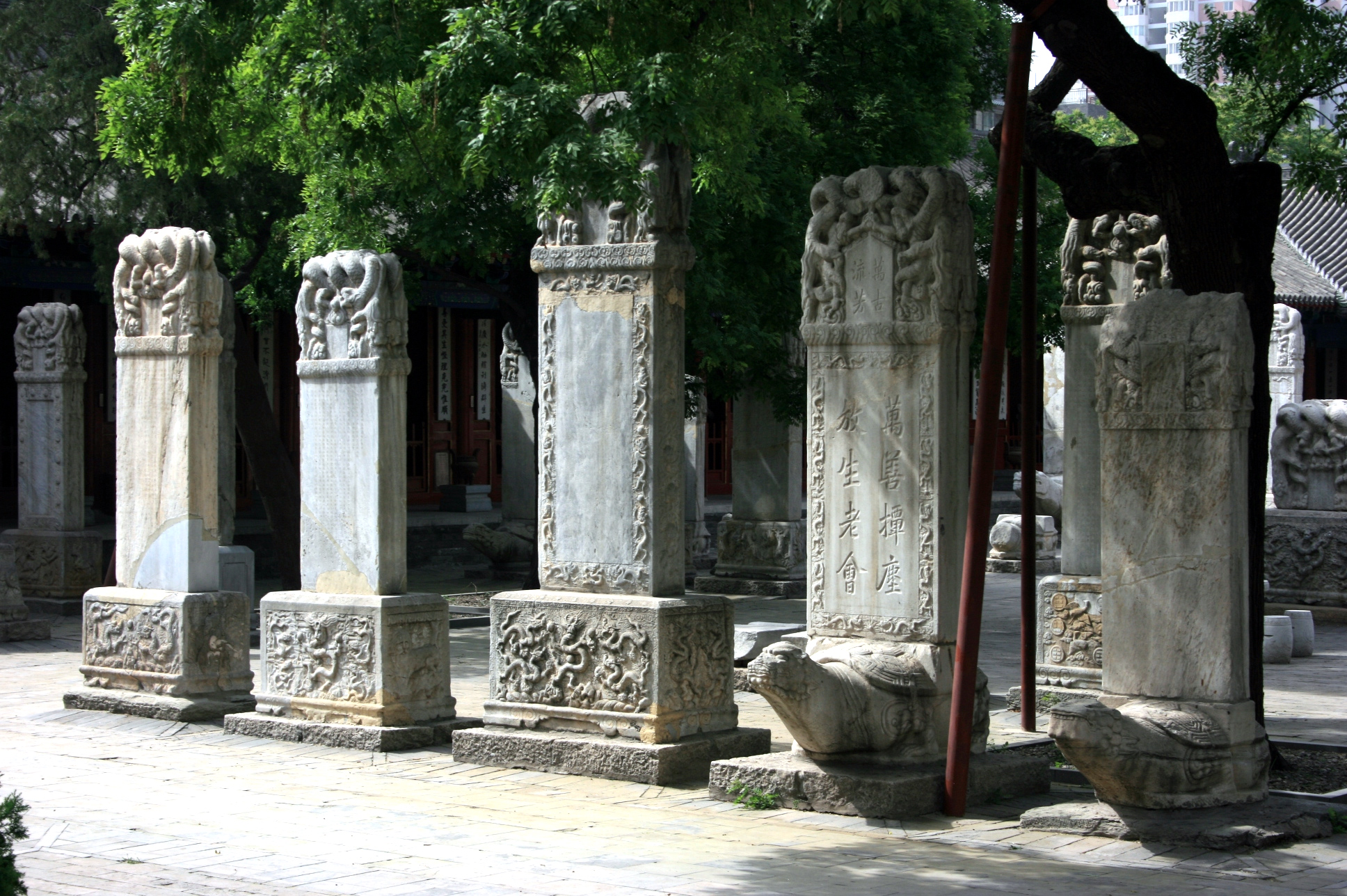
林立的石碑

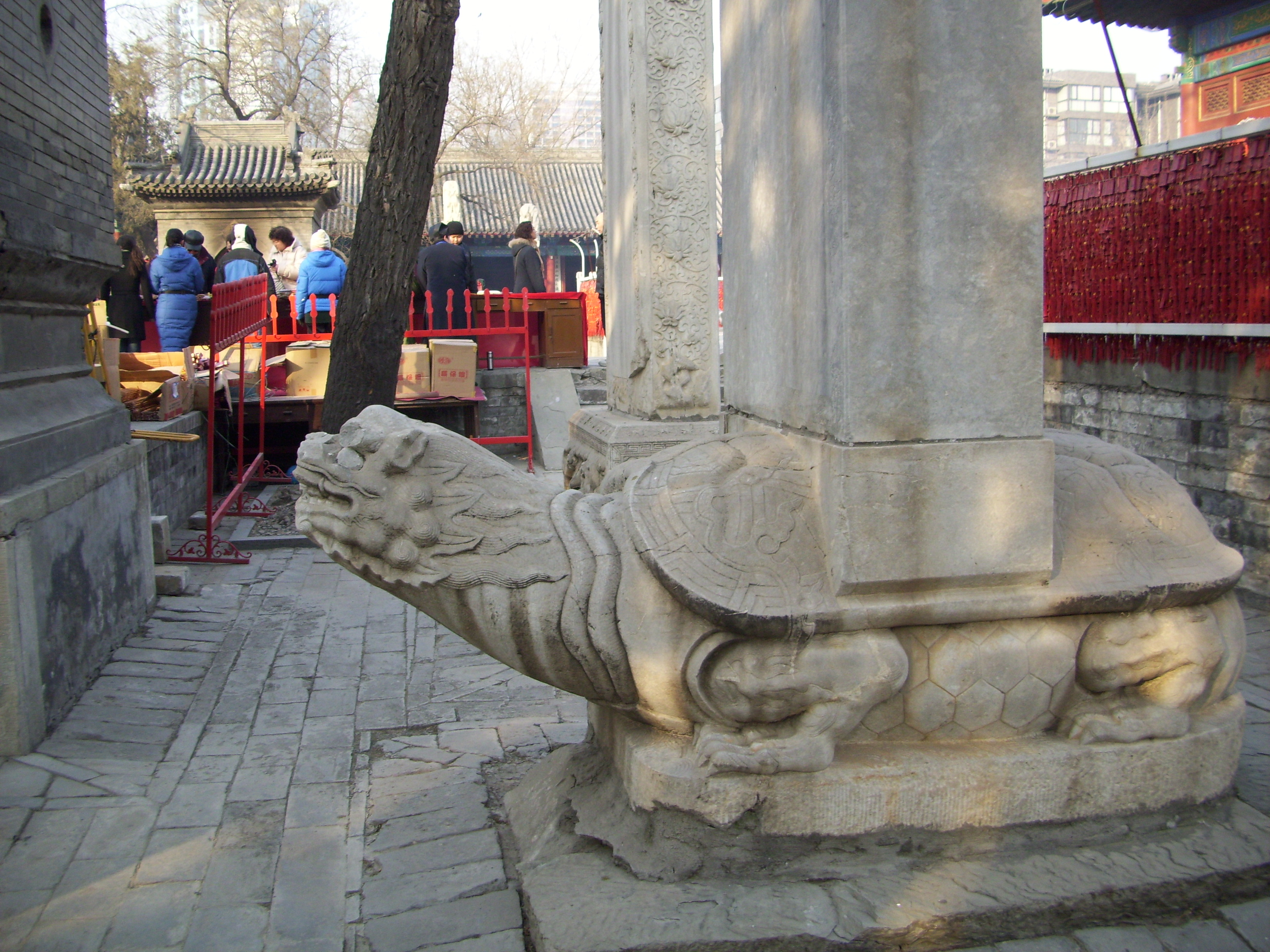
螭首龟趺的石碑

东岳庙的各院落内都立有石碑，最多时达160多块，数量居京城之冠。现存的一百余块石碑全为元明清三代的作品，多为历朝修建东岳庙碑记和民间善会石碑，种类齐全，品味高贵，内容丰富，具有较高的艺术和史料价值。其中最著名的是赵孟頫的行书《张天师神道碑》（俗称《道教碑》），风格古朴遒劲，为元代书法艺术的珍品。此外，赵世延的楷书《昭德殿碑》、虞文靖的隶书《仁圣宫碑》等也颇为著名。此外，在东岳庙的大多数殿堂前都还挂有白底黑字、小篆字体的楹联，内容多为对各殿神司职能的诠释。目前，正院各殿堂前的楹联均已恢复，文字由当代知名的书法家书写。

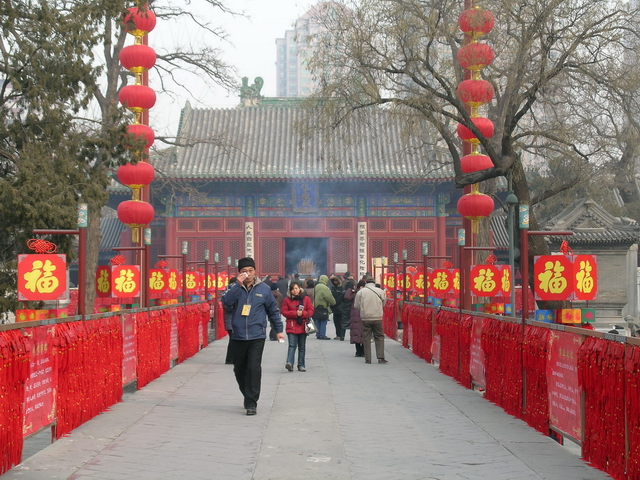
岱宗宝殿依然香火旺盛

文革期间，庙内碑刻遭到严重破坏，大部分被推倒砸碎，文饰也被凿去，有的碑身上还用黑墨划上了革命标语。推倒后的碑刻或用作地基或深埋地下。1995年底东岳庙被朝阳区文化文物局收归时，完好的碑仅存18通。后来，掩埋在地下的石碑又重新被挖掘出来。1997年底石碑修复工程开始，历时一年，基本上按原来的位置归位。目前，中路正院东西碑林共有石碑89通，重现了东岳庙“石碑多”的特色景观。
因为东岳大帝掌管了世人的生死祸福，所以前往烧香的人也特别多。相传每年三月二十八日乃东岳大帝的诞辰，于是在三月十五日至二十八日，东岳庙里都会举行庙会。这一风俗延续了数百年之久，只是在1949年后自然中断。2002年起，又恢复了庙会，但已改到每年的春节时举行。另外，东岳庙中的民俗掌故也有很多，如老北京的顺口溜“机灵鬼儿，透亮碑儿，小金豆子，不吃亏儿”就是指东岳庙内的四个趣闻传说。

## 庙会
东岳庙建成后，便受到朝廷的重视，每年都举行盛大的祭祀活动。因东岳庙位于齐化门外，是大都通往漕运门户通州的要道，因此商贾云集，更是促进了香火的兴旺。农历三月二十八日是东岳大帝诞辰，明代时有盛大的东岳仁圣大帝巡游，清代时还派遣官员降香。民国以后东岳庙仍循旧例，照常举办庙会。据三十年代调查统计，东岳庙每年开庙44天，庙会摊位131个，摆在庙内的有卖小吃的、杂货的、花鸟鱼虫的、杂耍的，还有套圈儿的游戏，引得游人围个水泄不通。庙外有卖木材的、家具的、食品的、铁器的及日用百货，还有说书的，不过在东岳庙说书有个不成文的规矩，就是不能说《岳飞传》，因为庙里供着岳飞。1937年日军进驻北京，时世动乱，民不聊生，东岳庙也逐渐衰败。抗战结束后，庙会虽已恢复，但已是元气大伤。1949年，庙会自行中断。恢复东岳庙后，自2002年起庙会于每年春节举行。
- 庙会习俗
  - 摸铜骡：原来后罩楼文昌殿前立有文昌帝君的一铜特和白瓷马。铜特长着驴面、骡身、马耳、牛蹄，俗称铜骡子，高三尺许，鞍背铸康熙戊子年（1708年）制，为京城善士所献。老北京曾流传“东岳庙的铜骡子能治病”，哪里不舒服，只要先摸摸自己，再摸摸铜骡子相应的部分，病自然就好。现在玉马已经不存在，铜特移到了白云观的老律堂前。
  - 放生会：原来在庙会期间有助善者见有提笼架鸟的游逛者，便长揖相迎，说句：“您多虔诚！”不容分说把笼门打开，让鸟雀逃生。还有助善的人专为放生引发的争执劝架。

## 掌故

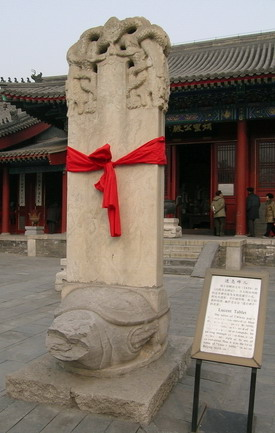
透亮碑

- 小精豆子：岱宗宝殿西侧走廊上有块方石，原来上面露出闪光的小金点儿，人们称为“小金豆子”，后来被人们顺口说成“小精豆子”。如今这块方石被鉴定因为含铜而显露金色，已经盖上了玻璃罩以保护，并写出介绍说从此石上跨过可来年发财，不少游人跨石祈福。
- 透亮碑：有块顺治七年早的石碑，碑头的蟠龙造型镂空六空，两人站于碑前后可互相看见，被人们称为“透亮碑”或“透龙碑”。
- 机灵鬼儿：东岳庙东碑林里有一通清顺治年间的《重建东岳庙金灯碑记》碑，碑座两侧各刻有一个提着灯笼的小道童。有块石碑上刻有两个道童，由于雕工精湛，据说不论从哪个方向看去，都像他们用眼睛看着人笑，被人们称为“机灵鬼儿”。

也有传说，因年久通灵，这两个小道童常在晚上提着灯笼出庙玩耍，因到庙门外小摊上佘糖果吃，摊主到处打听，却没人认识这两个小童儿，后在夜里偷偷尾随身后，见二人进了庙门，遂不见了踪影。第二天到庙里来找，发现了碑坐上的两个小家伙。于是，将左童的灯笼用纸糊上，右童的一只脚用线捆住， 从此以后再也没见到打着灯笼的小道童出庙玩耍。
- 寿槐：在瞻岱门里西侧有一棵槐树，次树主干粗，枝桠较细，据说有八百多年的历史，被人们称为寿槐，常有人对此树朝拜祈寿延年。